# اوجالپور
اوجالپور (به لاتین: Ujalpur) یک منطقهٔ مسکونی در بنگلادش است که در ناحیه مهرپور واقع شده‌است. اوجالپور ۱٫۸۵۴ کیلومتر مربع مساحت و ۴٬۵۴۸ نفر جمعیت دارد.